# تپه باستانی حاجی بیان شلمزار
شامل تپه‌ای به ارتفاع ۲۰ متر واقع در روستای شلمزار (ساوجبلاغ) که سطح تپه مملو از قطعات خمره‌های شکسته در فرم‌های مختلف که از حفاری‌های غیر مجاز بیرون آمده و مربوط به ظروف آذوقه و مایعات است.